# Lliga de la República del Congo de futbol
La lliga de la República del Congo de futbol és la màxima competició futbolística de la República del Congo. És organitzada per la Fédération Congolaise de Football. Fou creada l'any 1961.

## Història
Entre 1961 i 1977 el campionat es decidia en un torneig dels tres equips campions de les lligues reginals de Brazzaville, Pointe-Noire i Niari. De 1978 a 1993 es disputà una lliga nacional amb la participació de 10 a 14 equips. A partir de 1994, la FECOFOOT es revertí aquest canvi, tornant a un play-off nacional entre els campions dels tornejos regionals, amb l'afegit de més entrades d'equips de les lligues més fortes (Brazzaville, Pointe-Noire).
Així el campionat del Congo es disputa en tres fases:
- 1) campionats departamentals
- 2) campionats zonals
- 3) campionat nacional

## Historial
Font:
- 1961:  Diables Noirs (1)
- 1962-65: No es disputà
- 1967:  Etoile du Congo (1)
- 1968:  Patronage Sainte-Anne (1)
- 1969:  CARA Brazzaville (1)
- 1970-71:  Victoria Club Mokanda (1)
- 1972: No es disputà
- 1973:  CARA Brazzaville (2)
- 1974: No es disputà
- 1975:  CARA Brazzaville (3)
- 1976:  Diables Noirs (2)
- 1977-78:  Etoile du Congo (2)
- 1979:  Etoile du Congo (3)
- 1980:  Etoile du Congo (4)
- 1981-82:  CARA Brazzaville (4)
- 1982-83:  Kotoko MFOA (1)
- 1983:  Etoile du Congo (5)
- 1984:  CARA Brazzaville (5)
- 1985:  Etoile du Congo (6)
- 1986:  Patronage Sainte-Anne (2)
- 1987:  Etoile du Congo (7)
- 1988:  Inter Club (1)
- 1989:  Etoile du Congo (8)
- 1990:  Inter Club (2)
- 1991:  Diables Noirs (3)
- 1992-93: No es disputà
- 1994: Abandonat per la guerra civil
- 1995:  AS Cheminots (1)
- 1996:  Munisport (1)
- 1997:  Munisport (2)
- 1998:  Vita Club Mokanda (2)
- 1999: No es disputà
- 2000:  Etoile du Congo (9)
- 2001:  Etoile du Congo (10)
- 2002:  AS Police (1)
- 2003:  Saint Michel d'Ouenzé (1)
- 2004:  Diables Noirs (4)
- 2005:  AS Police (2)
- 2006:  Etoile du Congo (11)
- 2007:  Diables Noirs (5)
- 2008:  CARA Brazzaville (6)
- 2009:  Diables Noirs (6)
- 2010:  Saint Michel d'Ouenzé (2)
- 2011:  Diables Noirs (7)
- 2012:  AC Léopards (1)
- 2013:  AC Léopards (2)
- 2014: Abandonat per problemes financers
- 2015: Abandonat per boicot dels clubs
- 2016:  AC Léopards (3)
- 2017:  AC Léopards (4)
- 2018:  AS Otôho (1)
- 2018-19:  AS Otôho (2)
- 2019-20:  AS Otôho (3)
- 2021:  AS Otôho (4)
- 2021-22  AS Otôho (5)
- 2022-23:  AS Otôho (6)